# Mistrzostwa Świata w Łucznictwie 1971
26. Mistrzostwa Świata w Łucznictwie odbyły się 18–31 lipca 1971 w Yorku w Wielkiej Brytanii. Organizatorem była Międzynarodowa Federacja Łucznicza. 
Polska wywalczyła dwa medale. Mistrzyniami świata została drużyna kobiet w składzie Maria Mączyńska, Jadwiga Szoszler-Wilejto, Irena Szydłowska. Mączyńska wywalczyła także brąz w konkursie indywidualnym. Medal polskiej drużyny jest ostatnim złotem wywalczonym przez Polskę.

## Medaliści

### Strzelanie z łuku klasycznego
| Konkurencja            | Złoto                                                                  | Srebro                                                       | Brąz                                                             |
| Indywidualnie kobiet   | Emma Gapczenko                                                         | Doreen Wilber                                                | Maria Mączyńska                                                  |
| Indywidualnie mężczyzn | John Williams                                                          | Kyösti Laasonen                                              | Wayne Pullen                                                     |
| Drużynowo kobiet       | Polska · Maria Mączyńska · Jadwiga Szoszler-Wilejto · Irena Szydłowska | ZSRR · Emma Gapczenko · N. Lonskay · Wirwe Holtsmeier        | Stany Zjednoczone · Doreen Wilber · Victoria Cook · Nancy Myrick |
| Drużynowo mężczyzn     | Stany Zjednoczone · John Williams · Edwin Murray Eliason · Larry Smith | Finlandia · Kyösti Laasonen · Kari Kyllönen · Jorma Sandelin | Kanada · Wayne Pullen · Donald Jackson · Larry Courchaine        |

## Klasyfikacja medalowa
| Lp. | Państwo           | Złoto | Srebro | Brąz | Razem |
| 1.  | Stany Zjednoczone | 2     | 1      | 1    | 4     |
| 2.  | ZSRR              | 1     | 1      | 0    | 2     |
| 3.  | Polska            | 1     | 0      | 1    | 2     |
| 4.  | Finlandia         | 0     | 2      | 0    | 2     |
| 5.  | Kanada            | 0     | 0      | 2    | 2     |